# Premi e riconoscimenti di Life Is Strange

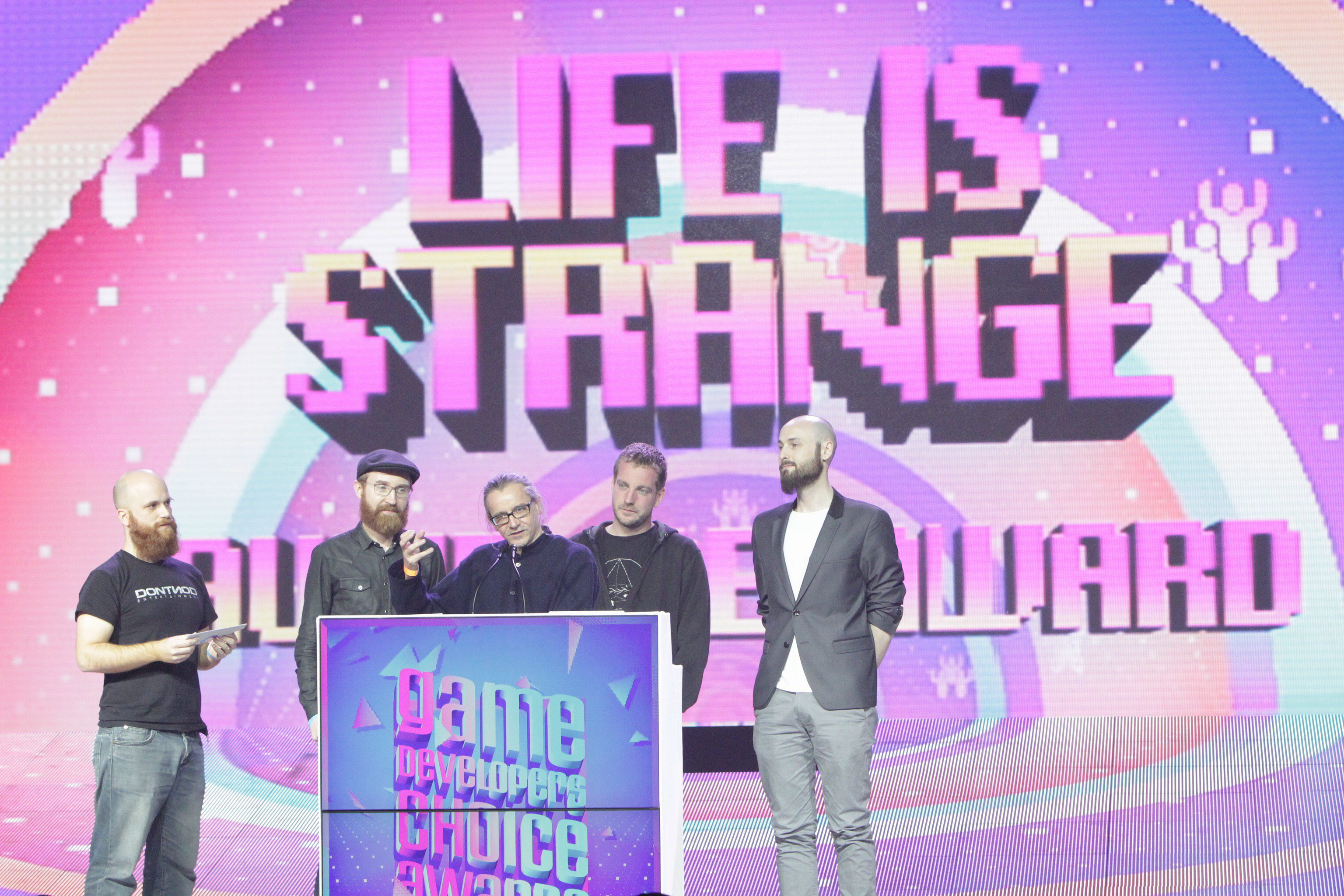
Gli sviluppatori di Dontnod Entertainment ricevono l'Audience Award durante i Game Developers Choice Awards 2016

Life Is Strange è un'avventura grafica a episodi sviluppata da Dontnod Entertainment e pubblicata da Square Enix per Microsoft Windows, PlayStation 3, PlayStation 4, Xbox 360, e Xbox One. Il gioco si divide in cinque episodi pubblicati nell'arco del 2015, il primo dei quali è stato reso disponibile il 30 gennaio 2015.
Quella che segue è la lista dei premi e dei riconoscimenti dal gioco dal momento della sua uscita, tra i quali sono degni di nota il BAFTA Games Award per "Miglior Storia" e il premio "Giochi di Maggior Impatto" dei The Game Awards. A maggio 2017, il gioco ha venduto oltre tre milioni di copie.

## Premi e riconoscimenti
| Anno | Premio                                         | Categoria                                          | Candidati                         | Risultato       | Note          |
| ---- | ---------------------------------------------- | -------------------------------------------------- | --------------------------------- | --------------- | ------------- |
| 2015 | Develop Industry Excellence Awards             | Nuova IP di gioco – PC/console                     | Life Is Strange                   | Vincitore/trice | [ 4 ]         |
| 2015 | Develop Industry Excellence Awards             | Uso della narrativa                                | Life Is Strange                   | Vincitore/trice | [ 4 ]         |
| 2015 | Golden Joystick Awards                         | Miglior gioco originale                            | Life Is Strange                   | Secondo         | [ 5 ]         |
| 2015 | Golden Joystick Awards                         | Miglior racconto                                   | Life Is Strange                   | Secondo         | [ 5 ]         |
| 2015 | Golden Joystick Awards                         | Migliore audio                                     | Life Is Strange                   | Secondo         | [ 5 ]         |
| 2015 | Golden Joystick Awards                         | Miglior momento nel gioco                          | Salvataggio di Kate               | Terzo           | [ 5 ]         |
| 2015 | Golden Joystick Awards                         | Performance dell'anno                              | Ashly Burch in Chloe              | Vincitore/trice | [ 5 ]         |
| 2015 | Golden Joystick Awards                         | Gioco dell'anno                                    | Life Is Strange                   | Terzo           | [ 5 ]         |
| 2015 | Global Game Awards                             | Migliore avventura                                 | Life Is Strange – Episodio 1      | Vincitore/trice | [ 6 ]         |
| 2015 | Global Game Awards                             | Miglior storia                                     | Life Is Strange – Episodio 1      | Secondo         | [ 6 ]         |
| 2015 | Global Game Awards                             | Miglior gioco originale                            | Life Is Strange – Episodio 1      | Vincitore/trice | [ 6 ]         |
| 2015 | Global Game Awards                             | Gioco dell'anno                                    | Life Is Strange – Episodio 1      | Secondo         | [ 6 ]         |
| 2015 | The Game Awards                                | Miglior narrativa                                  | Life Is Strange                   | Candidato/a     | [ 1 ]         |
| 2015 | The Game Awards                                | Miglior performance                                | Ashly Burch in Chloe              | Candidato/a     | [ 1 ]         |
| 2015 | The Game Awards                                | Giochi per impatto                                 | Life Is Strange                   | Vincitore/trice | [ 1 ]         |
| 2015 | PlayStation Official Magazine                  | Migliore avventura episodica                       | Life Is Strange                   | Vincitore/trice | [ 7 ]         |
| 2015 | PlayStation Official Magazine                  | Miglior momento                                    | Conclusione dell'Episodio 2       | Vincitore/trice | [ 7 ]         |
| 2015 | Vice Canada's Top 20 video games of 2015       | Miglior gioco                                      | Life Is Strange                   | Quarto          | [ 8 ]         |
| 2015 | Vulture's Top 10 video games of 2015           | Miglior gioco                                      | Life Is Strange                   | Vincitore/trice | [ 9 ]         |
| 2015 | Red Bull Games' Top 10 video games of 2015     | Miglior gioco                                      | Life Is Strange                   | Secondo         | [ 10 ]        |
| 2015 | Polygon's Games of the Year 2015               | Gioco dell'anno                                    | Life Is Strange                   | Settimo         | [ 11 ]        |
| 2015 | Destructoid's Best of 2015                     | Miglior gioco su Xbox One                          | Life Is Strange                   | Candidato/a     | [ 12 ] [ 13 ] |
| 2015 | Eurogamer's Top 10 video games of 2015         | Miglior gioco                                      | Life Is Strange                   | Decimo          | [ 14 ]        |
| 2015 | Ars Technica                                   | Miglior gioco                                      | Life Is Strange                   | Ottavo          | [ 15 ]        |
| 2015 | Giant Bomb                                     | Miglior momento o sequenza                         | Conclusione dell'Episodio 2       | Secondo         | [ 16 ]        |
| 2016 | New Statesman's Top 10 video games of 2015     | Miglior gioco                                      | Life Is Strange                   | Vincitore/trice | [ 17 ]        |
| 2016 | Hardcore Gamer's Best of 2015                  | Miglior gioco d'avventura                          | Life Is Strange                   | Secondo         | [ 18 ]        |
| 2016 | PlayStation Blog's Best of 2015                | Miglior gioco su PS4                               | Life Is Strange                   | Candidato/a     | [ 19 ] [ 20 ] |
| 2016 | PlayStation Blog's Best of 2015                | Migliore storia                                    | Life Is Strange                   | Secondo         | [ 19 ] [ 20 ] |
| 2016 | PlayStation Blog's Best of 2015                | Migliore colonna sonora                            | Life Is Strange                   | Secondo         | [ 19 ] [ 20 ] |
| 2016 | PlayStation Blog's Best of 2015                | Miglior pubblicazione esclusivamente digitale      | Life Is Strange                   | Secondo         | [ 19 ] [ 20 ] |
| 2016 | D.I.C.E. Awards                                | Achievement grandioso nella direzione del gioco    | Life Is Strange                   | Candidato/a     | [ 21 ] [ 22 ] |
| 2016 | D.I.C.E. Awards                                | Gioco d'avventura dell'anno                        | Life Is Strange                   | Candidato/a     | [ 21 ] [ 22 ] |
| 2016 | D.I.C.E. Awards                                | Achievement grandioso in un personaggio            | Max Caulfield                     | Candidato/a     | [ 21 ] [ 22 ] |
| 2016 | Game Developers Choice Awards                  | Premio del pubblico                                | Life Is Strange                   | Vincitore/trice | [ 23 ]        |
| 2016 | SXSW Gaming Awards                             | Eccellenza nella narrativa                         | Life Is Strange                   | Candidato/a     | [ 24 ] [ 25 ] |
| 2016 | SXSW Gaming Awards                             | Nuova Proprietà intellettuale più promettente      | Life Is Strange                   | Candidato/a     | [ 24 ] [ 25 ] |
| 2016 | SXSW Gaming Awards                             | Matthew Crump Cultural Innovation Award            | Life Is Strange                   | Candidato/a     | [ 24 ] [ 25 ] |
| 2016 | National Academy of Video Game Trade Reviewers | Direzione artistica, contemporanea                 | Life Is Strange                   | Candidato/a     | [ 26 ]        |
| 2016 | National Academy of Video Game Trade Reviewers | Design del personaggio                             | Life Is Strange                   | Vincitore/trice | [ 26 ]        |
| 2016 | National Academy of Video Game Trade Reviewers | Direzione in un Game Cinema                        | Life Is Strange                   | Candidato/a     | [ 26 ]        |
| 2016 | National Academy of Video Game Trade Reviewers | Design di gioco, Nuova IP                          | Life Is Strange                   | Candidato/a     | [ 26 ]        |
| 2016 | National Academy of Video Game Trade Reviewers | Original Light Mix Score, Nuova IP                 | Life Is Strange                   | Vincitore/trice | [ 26 ]        |
| 2016 | National Academy of Video Game Trade Reviewers | Canzone, originale o adattata                      | Life Is Strange – "To All of You" | Vincitore/trice | [ 26 ]        |
| 2016 | National Academy of Video Game Trade Reviewers | Collezione musicale                                | Life Is Strange                   | Candidato/a     | [ 26 ]        |
| 2016 | National Academy of Video Game Trade Reviewers | Scrittura in un dramma                             | Life Is Strange                   | Candidato/a     | [ 26 ]        |
| 2016 | National Academy of Video Game Trade Reviewers | Gioco, Avventura originale                         | Life Is Strange                   | Candidato/a     | [ 26 ]        |
| 2016 | British Academy Video Games Awards             | Miglior gioco                                      | Life Is Strange                   | Candidato/a     | [ 2 ]         |
| 2016 | British Academy Video Games Awards             | Innovazione in un gioco                            | Life Is Strange                   | Candidato/a     | [ 2 ]         |
| 2016 | British Academy Video Games Awards             | Proprietà originale                                | Life Is Strange                   | Candidato/a     | [ 2 ]         |
| 2016 | British Academy Video Games Awards             | Doppiatore                                         | Ashly Burch                       | Candidato/a     | [ 2 ]         |
| 2016 | British Academy Video Games Awards             | Storia                                             | Life Is Strange                   | Vincitore/trice | [ 2 ]         |
| 2016 | Peabody-Facebook Futures of Media Awards       | Eccellenza ed innovazione nella narrativa digitale | Life Is Strange                   | Vincitore/trice | [ 27 ]        |
| 2016 | The Games for Change Awards                    | Gioco dell'anno                                    | Life Is Strange                   | Vincitore/trice | [ 28 ] [ 29 ] |
| 2016 | The Games for Change Awards                    | Impatto più significativo                          | Life Is Strange                   | Vincitore/trice | [ 28 ] [ 29 ] |
| 2016 | The Games for Change Awards                    | Miglior gameplay                                   | Life Is Strange                   | Candidato/a     | [ 28 ] [ 29 ] |
| 2016 | The Games for Change Awards                    | Migliore innovazione                               | Life Is Strange                   | Candidato/a     | [ 28 ] [ 29 ] |
| 2016 | Japan Game Awards                              | Game Designers Award                               | Life Is Strange                   | Vincitore/trice | [ 30 ]        |
| 2016 | Apple's Best of 2016                           | Gioco dell'anno                                    | Life Is Strange                   | Vincitore/trice | [ 31 ]        |
| 2016 | Steam Awards                                   | "Non sto piangendo, ho solo qualcosa nell'occhio"  | Life Is Strange                   | Candidato/a     | [ 32 ] [ 33 ] |